# Kearsarge (Schiff, 1946)
Die USS Kearsarge (CV-33) war ein Flugzeugträger der Essex-Klasse der United States Navy. Das Schiff wurde 1946 in Dienst gestellt und im Koreakrieg und Vietnamkrieg eingesetzt. Nach der Außerdienststellung 1970 wurde das Schiff 1974 abgewrackt.

## Bau
Die Kearsarge wurde am 1. März 1944 im New York Naval Shipyard, New York City, auf Kiel gelegt. Sie wurde zu Ehren der 1861 gebauten Sloop Kearsarge benannt, die im Sezessionskrieg das konföderierte Kaperschiff Alabama versenkt hatte. Das Schiff lief am 5. Mai 1945 vom Stapel und konnte deshalb nicht mehr am Zweiten Weltkrieg teilnehmen. Die Indienststellung erfolgte am 2. März 1946.

## Einsatzgeschichte

### 1946–1952

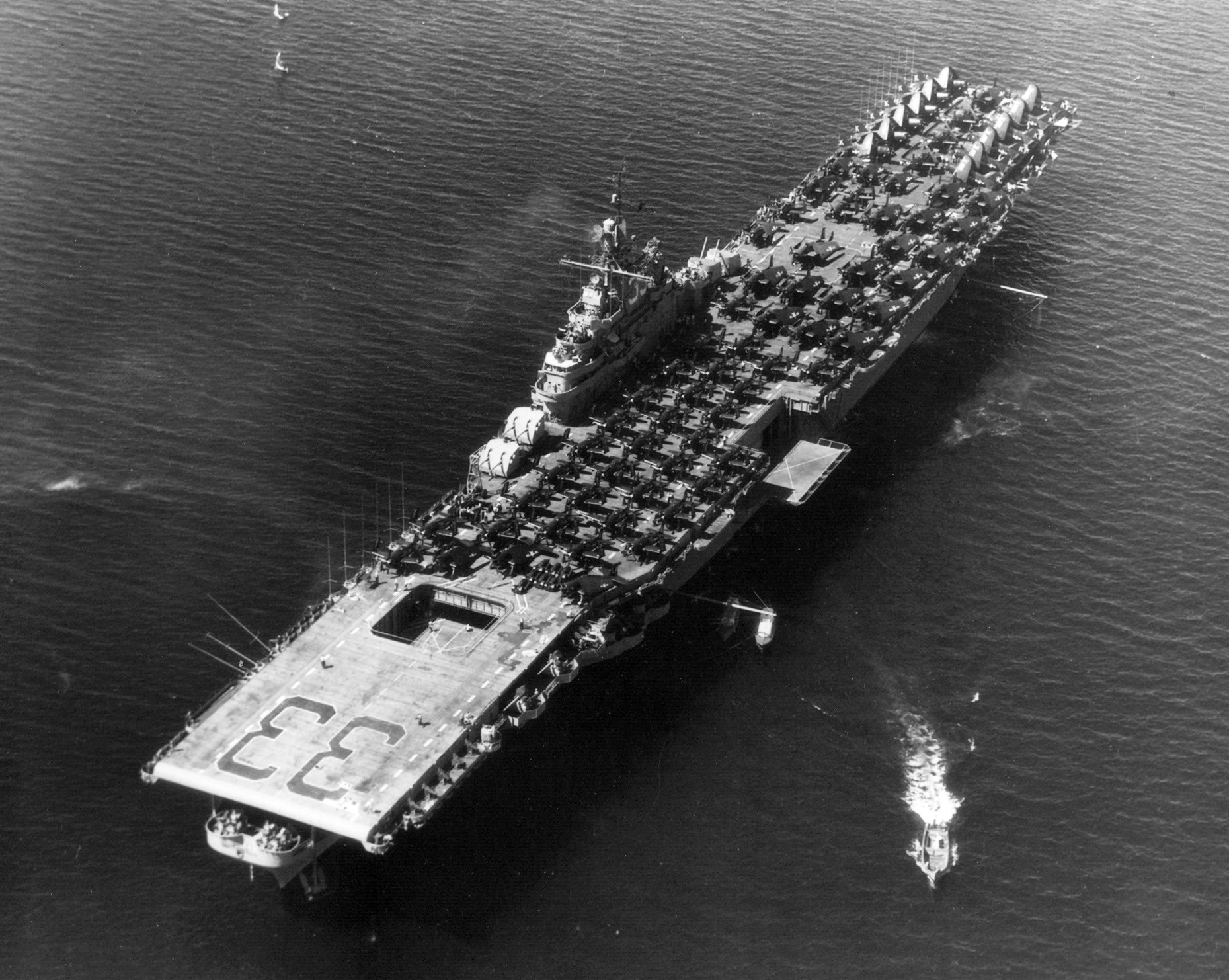
USS Kearsarge 1948

Die Kearsarge verbrachte ihr erstes Einsatzjahr mit Ausbildungsfahrten im Atlantik und der Karibik, im Sommer 1947 steuerte sie erstmals Großbritannien an. Zwischen Juni und Oktober 1948 absolvierte sie ihre erste Einsatzfahrt zur 6. Flotte im Mittelmeer mit der Carrier Air Group 3 (CVG-3). Im Januar 1949 war sie an der Suche nach der Star Ariel beteiligt. Nach weiteren Ausbildungsfahrten umrundete sie Anfang 1950 Südamerika und verlegte an die Westküste der Vereinigten Staaten. Zwischen Februar 1950 und März 1952 wurde sie im Puget Sound Naval Shipyard, in Bremerton, Washington Vereinigte Staaten, nach dem Umbaumuster SCB-27A umfassend modernisiert.

### 1952–1956

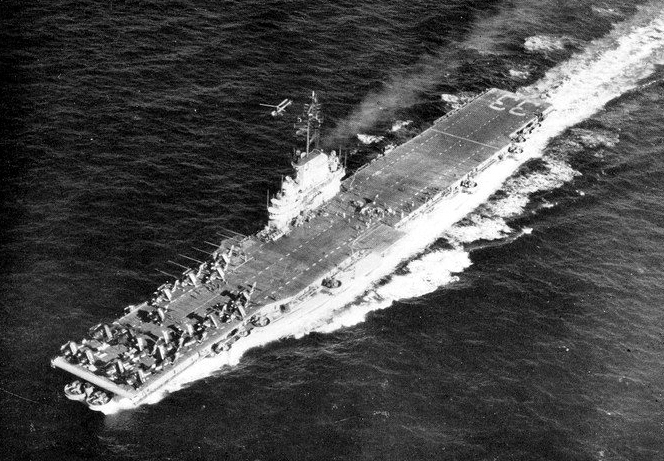
USS Kearsarge 1952 nach SCB-27A

Nach der Wiederindienststellung am 15. Februar 1952 nahm die Kearsarge CVG-101 an Bord und verließ San Diego, Kalifornien, am 11. August 1952 zu einer Einsatzfahrt im Koreakrieg. Bis Februar 1953 flogen die Flugzeuge des CVG-101 fast 6000 Einsätze über Korea. Während dieses Einsatzes wurde sie am 11. Oktober als Angriffsträger (CVA) klassifiziert. Nach der Rückkehr nach San Diego diente der Flugzeugträger als Kulisse für Szenen des Kriegsfilms Die Caine war ihr Schicksal. 1953–1954 und 1954–1955 folgten weitere Einsatzfahrten in den Westpazifik mit CVG-11. Vom 6. bis 13. Februar 1955 unterstützte die Kearsarge die Evakuierung von 18.000 Zivilisten und 20.000 Soldaten von den Dachen-Inseln im Zuge des Grenzkonflikts zwischen Taiwan und der Volksrepublik China.
1955–1956 folgte eine weitere Einsatzfahrt mit CVG-5 in den Westpazifik. Mitte 1956 ging der Flugzeugträger dann wieder für ein halbes Jahr in die Werft, um nach SCB-125 modernisiert zu werden. Wesentliche Verbesserungen dieses Umbaus waren der Einbau eines geschlossenen Bugs und eines Schräglandedecks.

### 1957–1958
Zwischen August 1957 und April 1958 machte die Kearsarge ihre letzte Einsatzfahrt als Angriffsträger in den Westpazifik. Der Flugzeugträger war zwar zweimal umfassend modernisiert worden, hatte aber keine Dampfkatapulte erhalten, die zum Start der immer schwerer werdenden Kampfflugzeuge notwendig waren. Daher erfolgte am 1. Oktober 1958 die Umklassifizierung zum U-Jagd-Träger (CVS).

### 1959–1964
Für die restliche Dienstzeit wurde der Kearsarge die Carrier Anti-Submarine Air Group 53 (CVSG-53) zugeteilt. Bei der Fahrt 1959–1960 leistete der Flugzeugträger Katastrophenhilfe in Japan nach dem Ise-wan-Taifun. Im März 1960 rettete Kearsarge im Sturm vier sowjetische Soldaten 1930 km nordwestlich von Midway entfernt. Die Matrosen hatten zuvor 49 Tage in ihrem steuerlosen Landungsboot verbracht. Die Besatzung der Kearsarge erhielt daraufhin einen offiziellen Dank der Sowjetunion. Im Sommer 1961 kreuzte die Kearsarge mit der 7. Flotte im Südchinesischen Meer während der Staatskrise in Laos.
Der Flugzeugträger verließ im August 1962 San Diego und diente als Aufnahmeschiff für die Astronauten des Mercury-Programms. So nahm sie am 3. Oktober 1962 den Astronauten Walter Schirra nach seiner Mercury-Atlas 8-Mission auf. Ein halbes Jahr später wurde Gordon Cooper aufgenommen, der vorher während seiner Mercury-Atlas 9-Mission die Erde 22-mal umrundet hatte.
Zwischen den beiden Missionen wurde die Kearsarge letztmals modernisiert. In der Marinewerft in Bremerton erhielt sie ein Bugsonar und weitere verbesserte Einrichtungen für die U-Jagd (SCB-144). Danach folgte eine weitere Einsatzfahrt in den Westpazifik zwischen Juni und Dezember 1963.

### 1964–1970

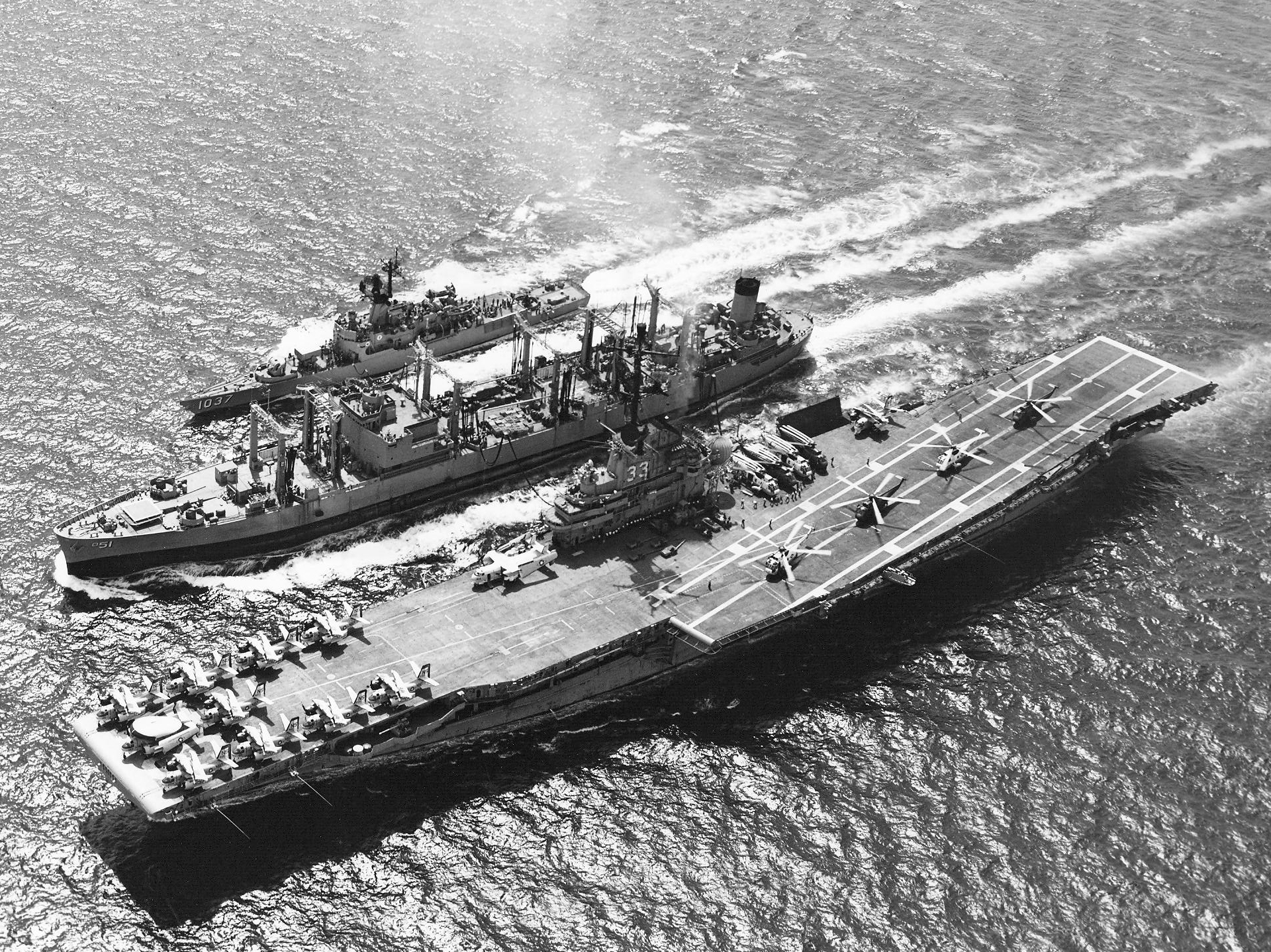
USS Ashtabula (AO-51) versorgt Kearsarge und USS Bronstein (DE-1037) vor Vietnam, 1969

Die Kearsarge verließ San Diego am 19. Juni 1964 San Diego zu einer weiteren Einsatzfahrt und wurde in das Südchinesische Meer beordert, nachdem der Konflikt zwischen Nordvietnam und den Vereinigten Staaten durch den Tonkin-Zwischenfall zum Vietnamkrieg eskaliert war. Insgesamt absolvierte die Kearsarge 1964, 1966, 1967–1968 und 1969 vier Einsatzfahrten im Vietnamkrieg. Als U-Jagd-Träger nahmen die Flugzeuge und Hubschrauber des CVSG-53 allerdings nicht direkt an den Kampfhandlungen teil. Neben der Jagd nach U-Booten wurden die Flugzeuge des Typs Grumman S-2 Tracker zur Überwachung der vietnamesischen Küste eingesetzt. Bei einem Teil der Hubschrauber des Typs Sikorsky SH-3A Sea King wurde die U-Jagd-Ausrüstung ausgebaut, und die Hubschrauber wurden bewaffnet. So umgebaut wurden sie zur Rettung abgeschossener Flugzeugbesatzungen in Vietnam eingesetzt.

### 1970–1974
Am 13. Februar 1970 wurde die Kearsarge schließlich außer Dienst gestellt. Nach drei Jahren in der Reserveflotte wurde das Schiff im Mai 1973 gestrichen und im Februar 1974 zum Abwracken verkauft.